# Château de Remicourt
Le château de Remicourt est située au 149, rue de Vandœuvre à Villers-lès-Nancy, en banlieue nancéienne.

## Historique
Maison forte du XIIIe siècle qui fut érigé en fief par les ducs de Lorraine en 1426. Au Moyen Âge, le seigneur de Remicourt avait droit de justice, sur son fief de Villers. Les historiens affirment qu'un gibet était dressé au lieu-dit « La Justice ».
Le fief est rattaché à Villers-lès-Nancy en 1671.
La plus grande partie est du XVIIIe siècle, mais conserve les bases de deux tours et un portail d'entrée aux armes de Lorraine. Il a un temps accueilli une ferme, un camping et une auberge de jeunesse. Le château est en cours de remaniement.

## Parc
Surplombant un parc de neuf hectares avec des arbres centenaires et un ruisseau.

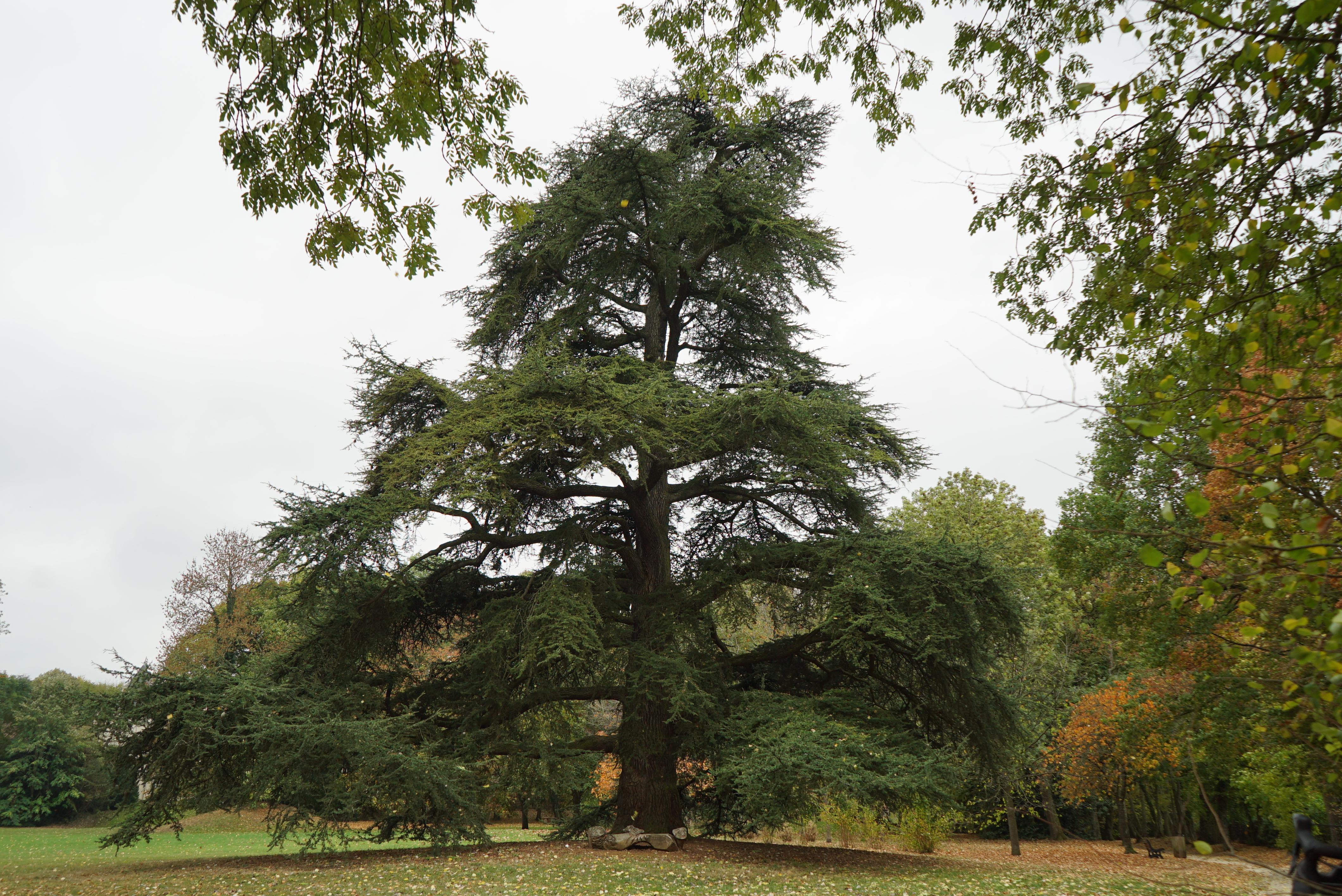
Un cèdre,
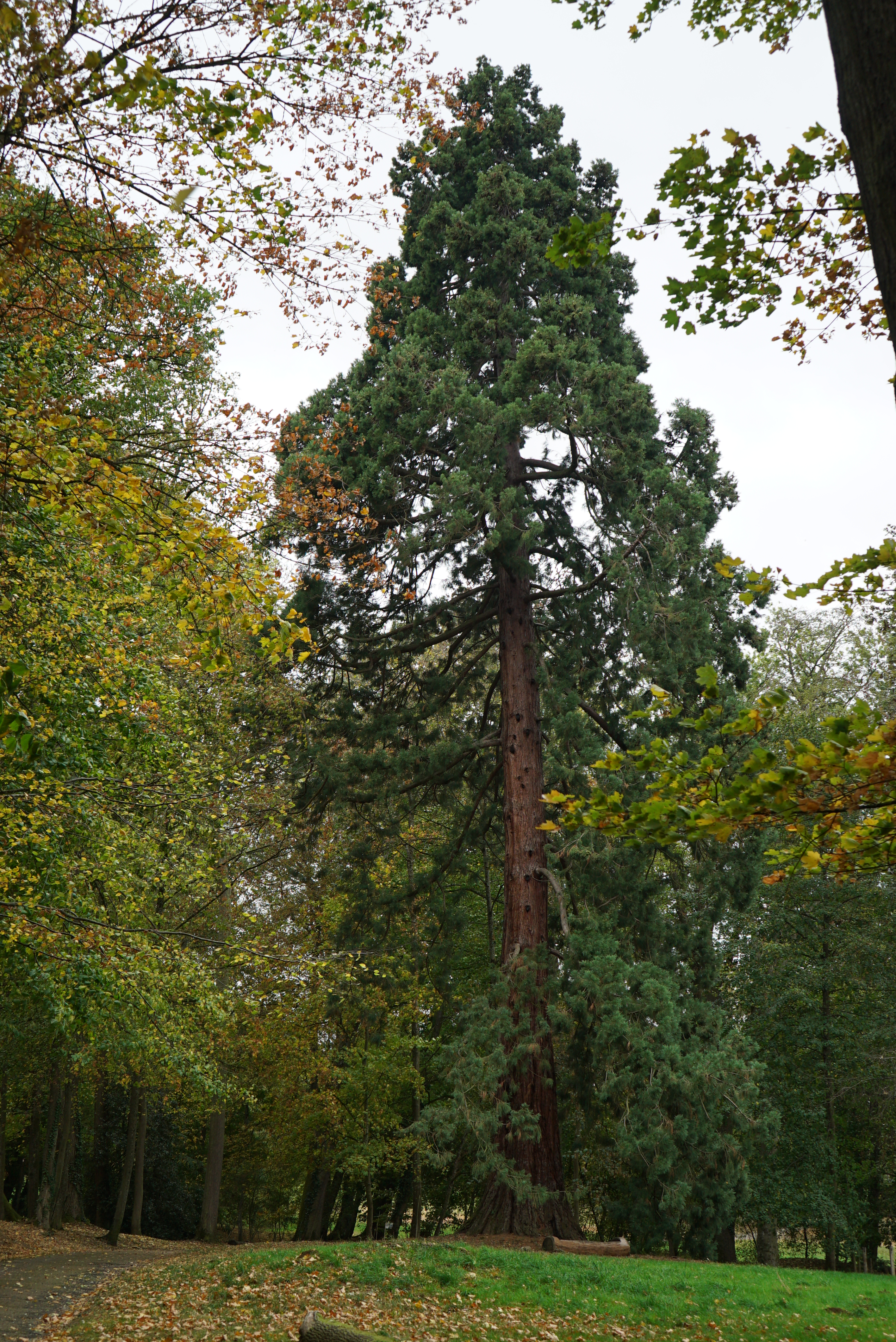
un séquoia,
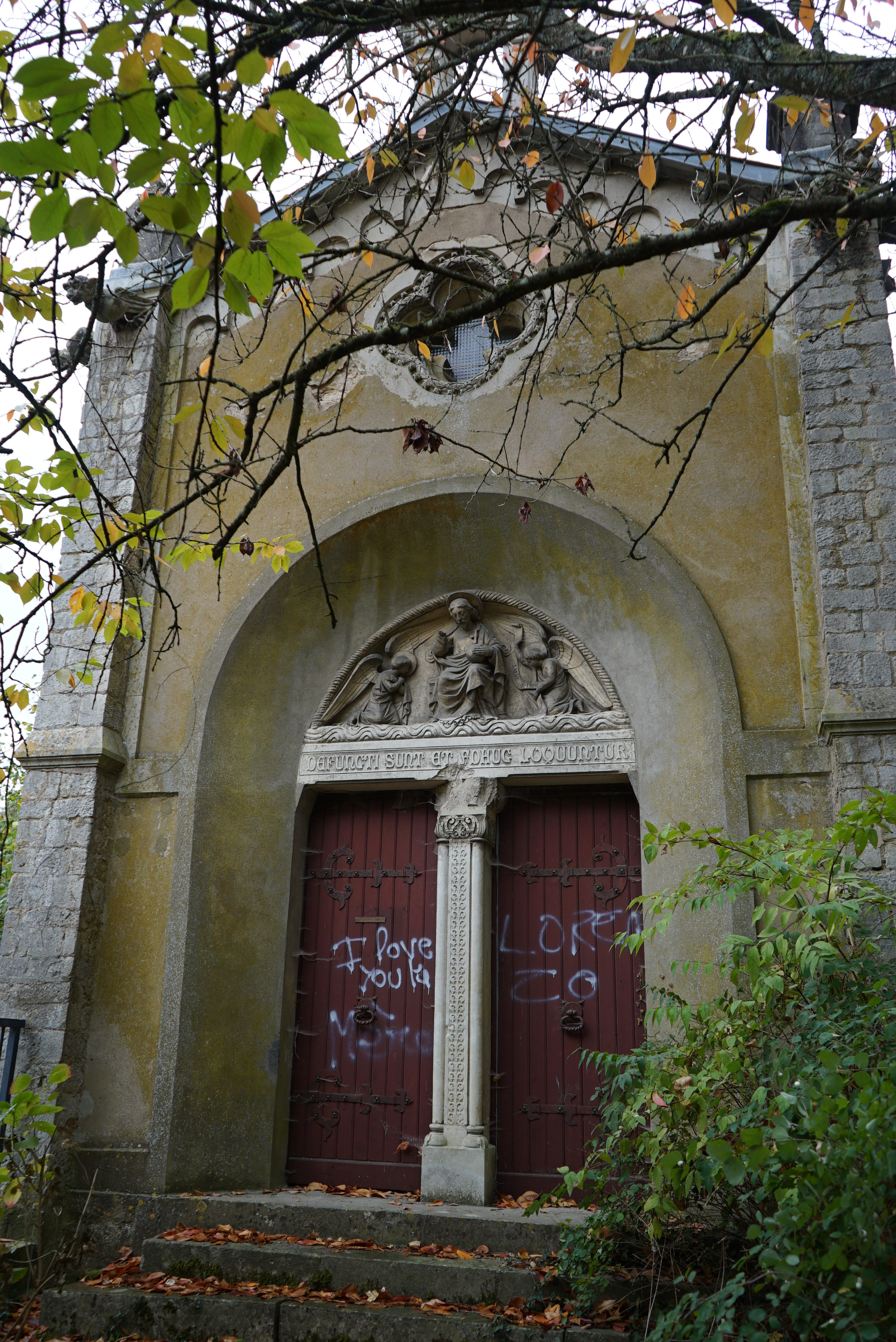
la chapelle,
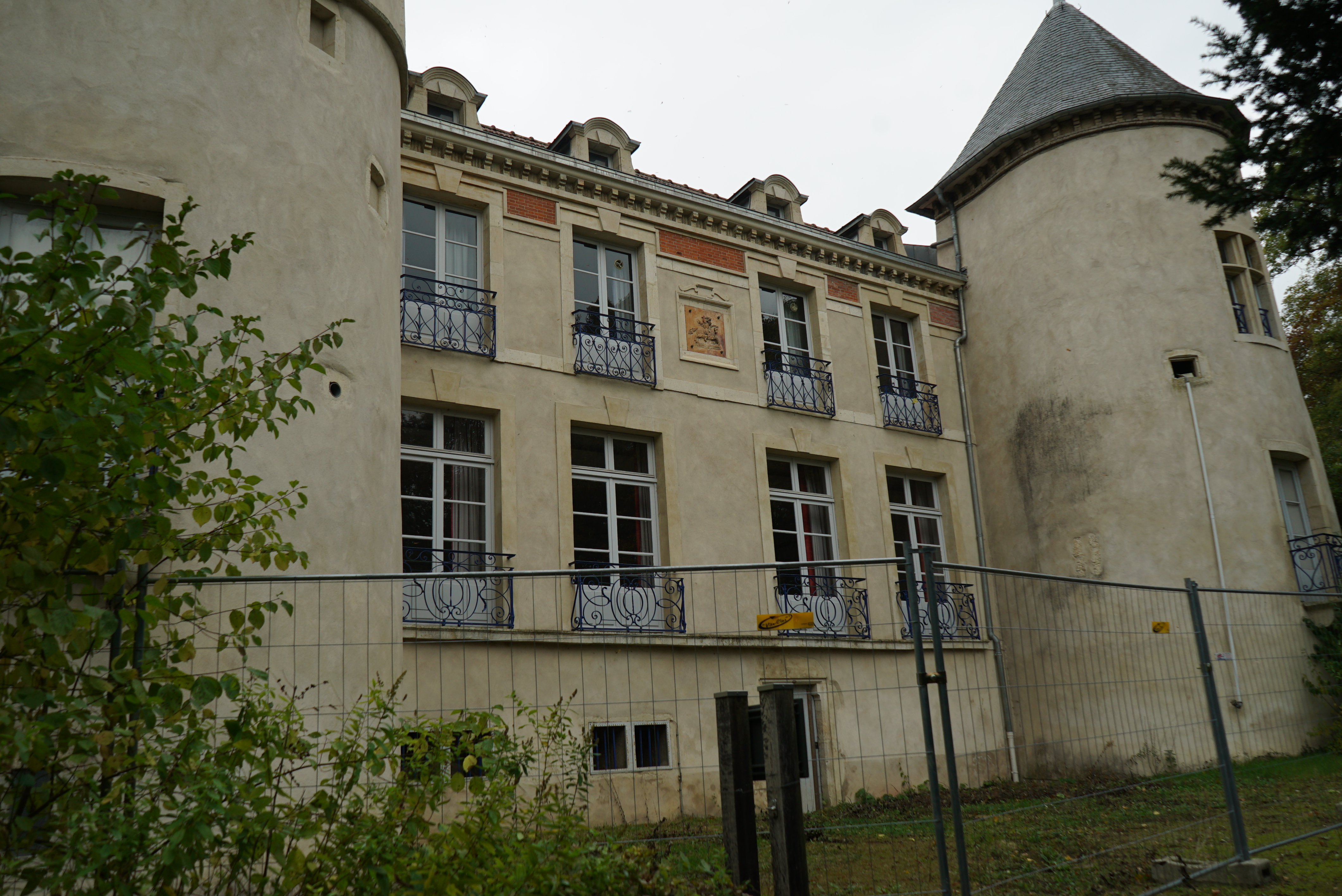
façade vers le parc,
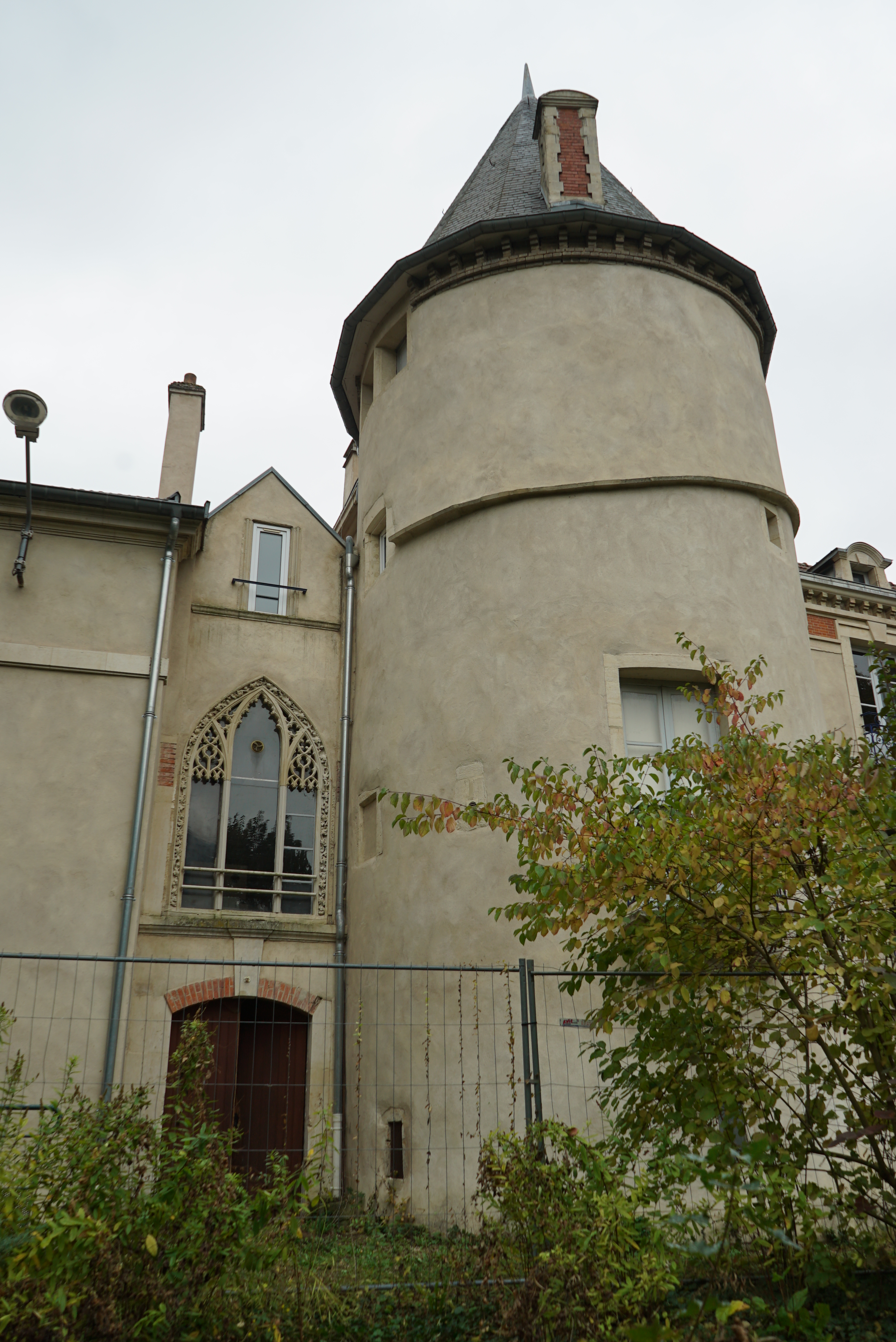
tour ronde.